# 1999년 이즈미트 지진
1999년 이즈미트 지진은(튀르키예어: 1999 İzmit depremi) 1999년 8월 17일 튀르키예 북서부 이즈미트 지방에서 발생한 모멘트 규모 7.6의 지진이다. 15,000여 명이 숨지고 25,000여 명이 부상당했다. 이 강진은 1980년대 이래 이란·아르메니아·아프가니스탄 등으로 이어지는 지역에서 발생한 지진 대참사 가운데 하나가 됐다. 튀르키예를 비롯한 이들 지역은 북쪽으로 밀고 올라오는 아프리카 판, 아라비아 판과 남쪽으로 내려오는 유라시아 판이 만나는 곳에 끼여 있어 지질학적으로 불안할 수밖에 없다는 것이 지질학자들의 분석이다. 튀르키예는 이들 세 암판이 충돌할 때마다 동서로 가로지른 단층대를 따라 서쪽의 에게해 방향으로 밀려난다. 에게해의 지반이 동쪽에 비해 상대적으로 낮고 약하기 때문이다. 튀르키예에서는 역사적으로 이러한 지각운동이 북아나톨리아 단층과 동부 아나톨리아 단층 사이에서 끊임없이 발생해 왔다.
1998년 리히터 규모 6.8의 지진으로 144명이 숨졌던 아다나도 동부 아나톨리아 단층대에 위치해 있었고 이번 지진의 진원지인 이즈미트는 북부 아나톨리아 단층에 자리잡고 있다. 튀르키예의 지질학자들은 1992년 연구보고서를 통해 2020년까지 튀르키예 전역을 강타할 지진이 발생할 확률이 12%라고 예측한 바 있다. 하지만 지진 전문가들은 희생자가 많은 원인 가운데 하나로 튀르키예 건축물의 안전도가 떨어졌기 때문이라고 보고 있다. 그렇지 않아도 경제난을 겪고 있는 튀르키예는 이 지진으로 더욱 곤경에 빠지게 됐다.
튀르키예는 1995년부터 4년간 6%대의 높은 경제성장률을 보였으나 1999년 1/4분기에는 성장률이 －8.5%로 급전직하했다. 게다가 이 지진의 최대 피해지역인 이즈미트는 자동차와 정유 공장이 밀집해 있는 튀르키예 경제의 심장부에 해당하는 곳이다. 한편 튀르키예에서 독립을 추진하고 있는 쿠르드 노동자당(PKK)은 진앙지에서 그리 멀지 않은 곳에 수감돼 있는 자신들의 지도자 압둘라 외잘란의 안전에 관한 정보를 제공해 줄 것을 튀르키예 정부에 요청했다. 당 지도부는 이와 함께 당원들에게 지진 피해자들을 돕기 위한 모든 활동에 나설 것을 촉구했다.

## 같이 보기
- 튀르키예의 지진 목록
- 북아나톨리아 단층대
- 아나톨리아판